# Höörs församling
Höörs församling är en församling i Frosta-Rönnebergs kontrakt i Lunds stift. Församlingen ligger i Höörs kommun i Skåne län. Församlingen utgör ett eget pastorat.

## Administrativ historik
Församlingen har medeltida ursprung. 
Församlingen var till 2006 moderförsamling i pastoratet Höör och Munkarp som från 1962 även omfattade Norra Rörums och Hallaröds församlingar och från 1973 Tjörnarps församling. År 2006 införlivades Hallaröds, Munkarps, Norra Rörums och Tjörnarps församlingar. Höörs församling utgör sedan dess ett eget pastorat.
Före 1969 var församlingen delad av kommungräns och därför hade den två församlingskoder, 125501 för delen i Norra Frosta landskommun och 126700 (från 1967 126701) för delen i Höörs köping.

## Organister
| Verksam | Namn                   | Levnadstid | Övrigt |
| ------- | ---------------------- | ---------- | ------ |
| 1959–   | Per Erik Yngve Trobäck | 1916–      | [ 5 ]  |

## Kyrkor

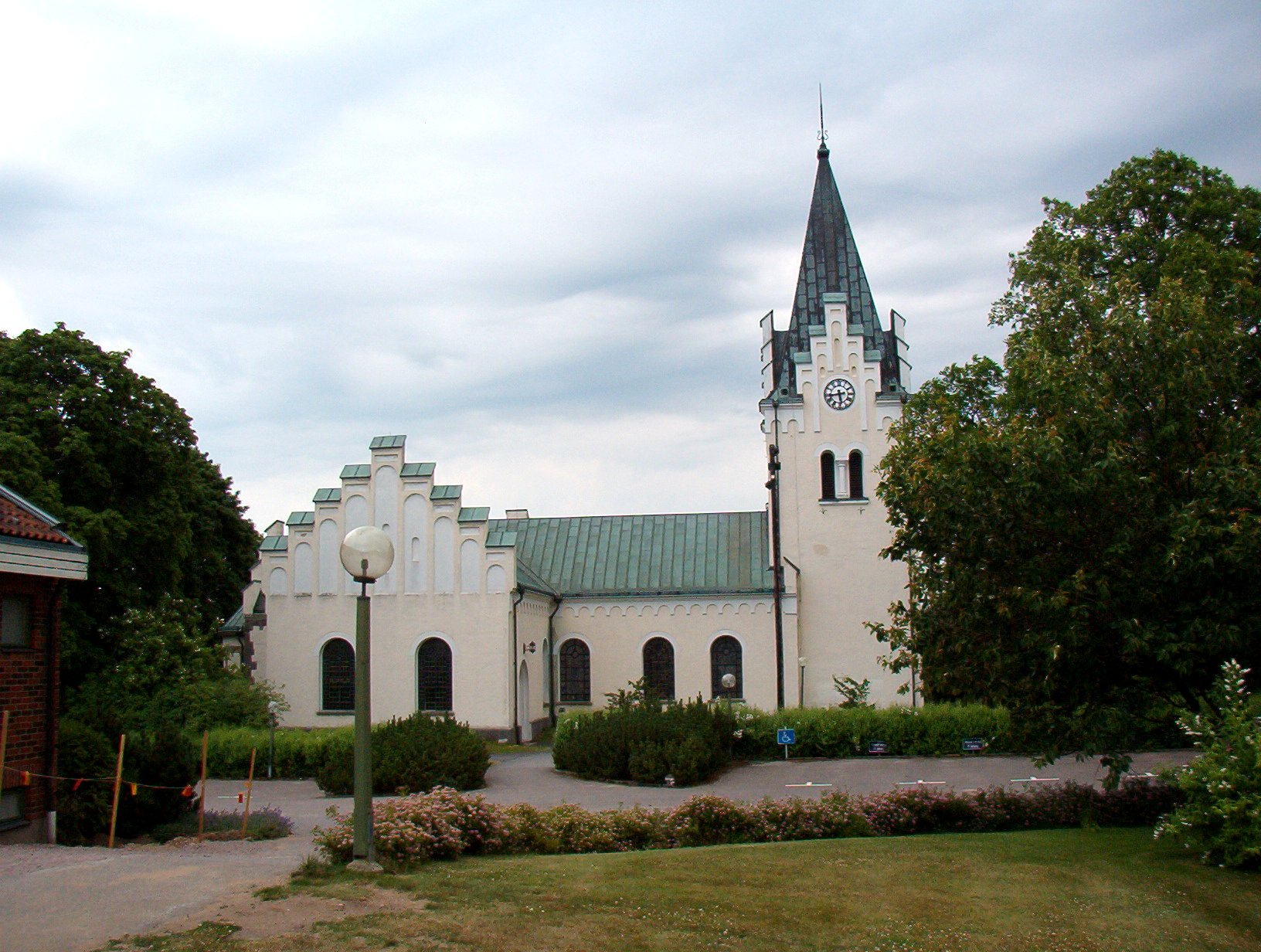
Höörs kyrka
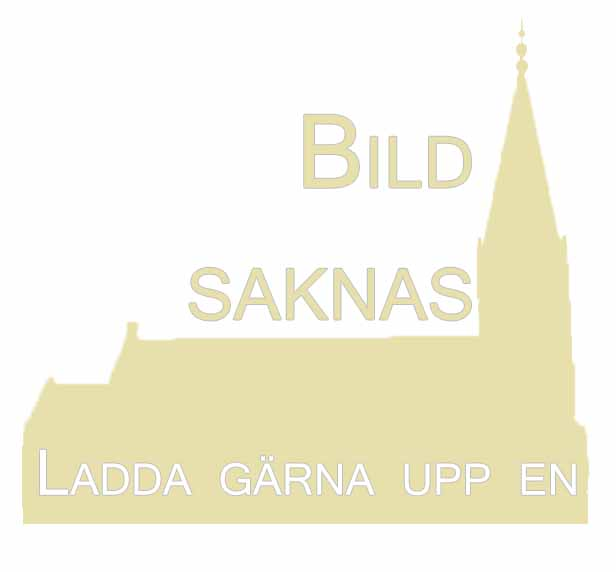
Frihetens kapell
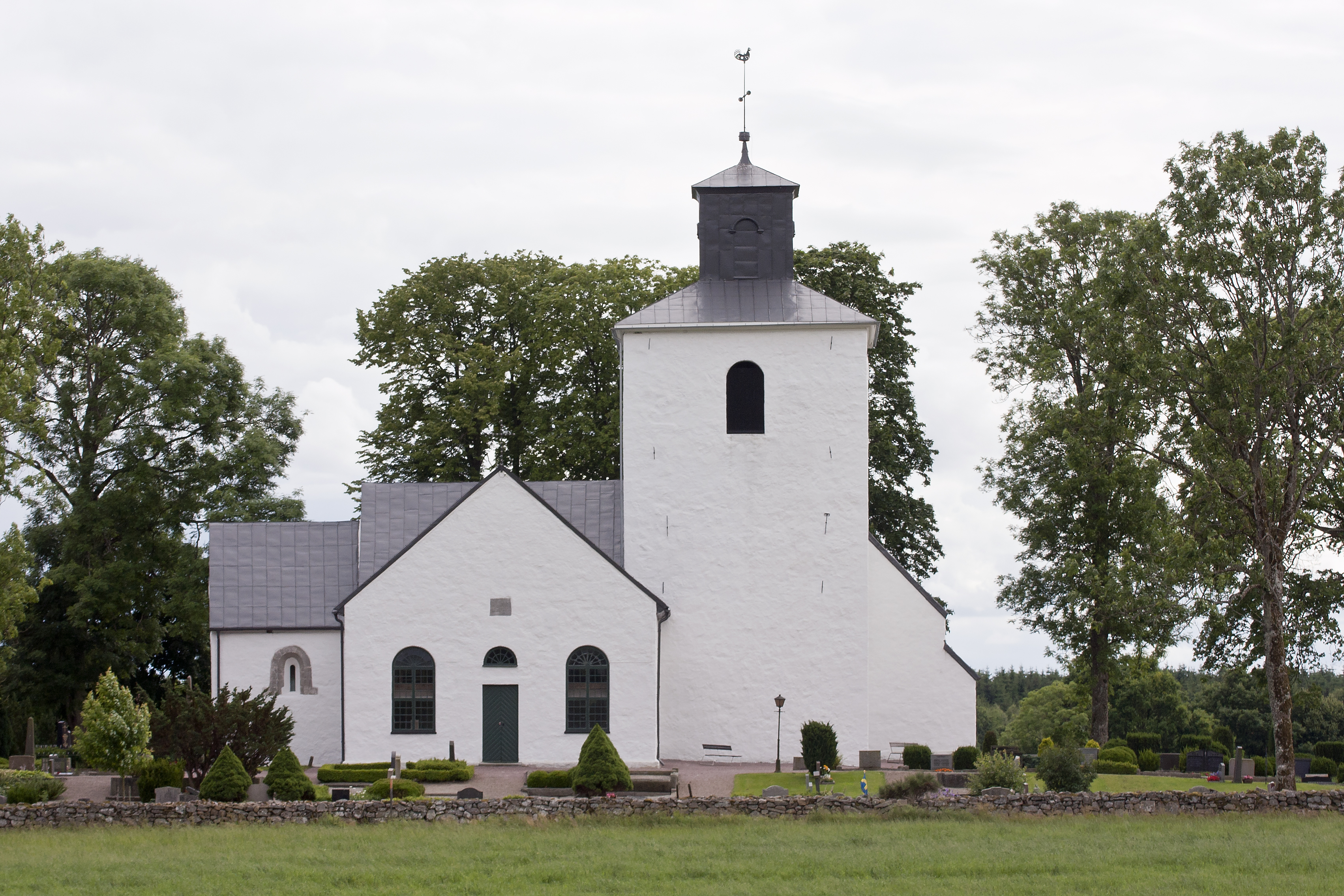
Hallaröds kyrka
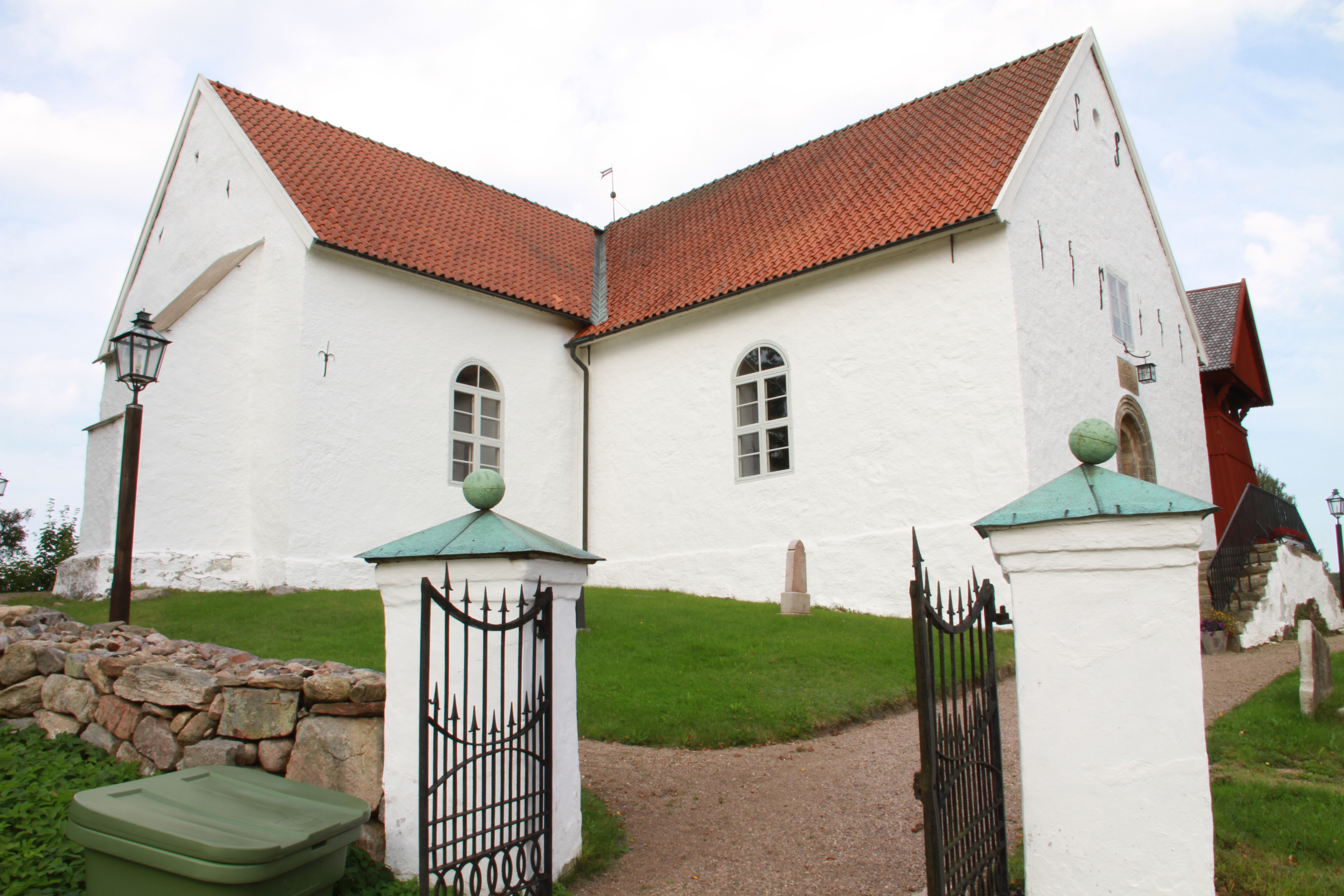
Norra Rörums kyrka
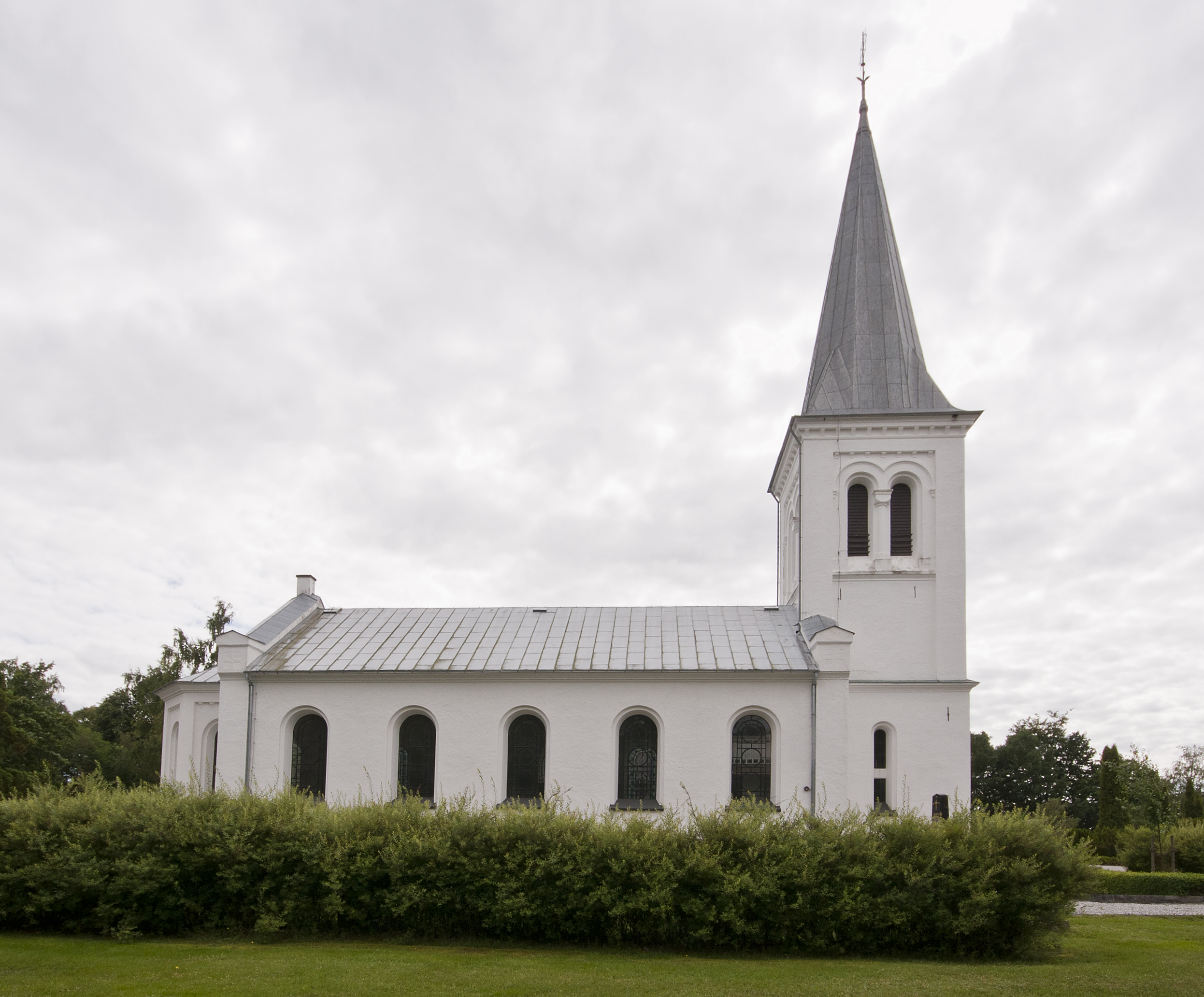
Munkarps kyrka
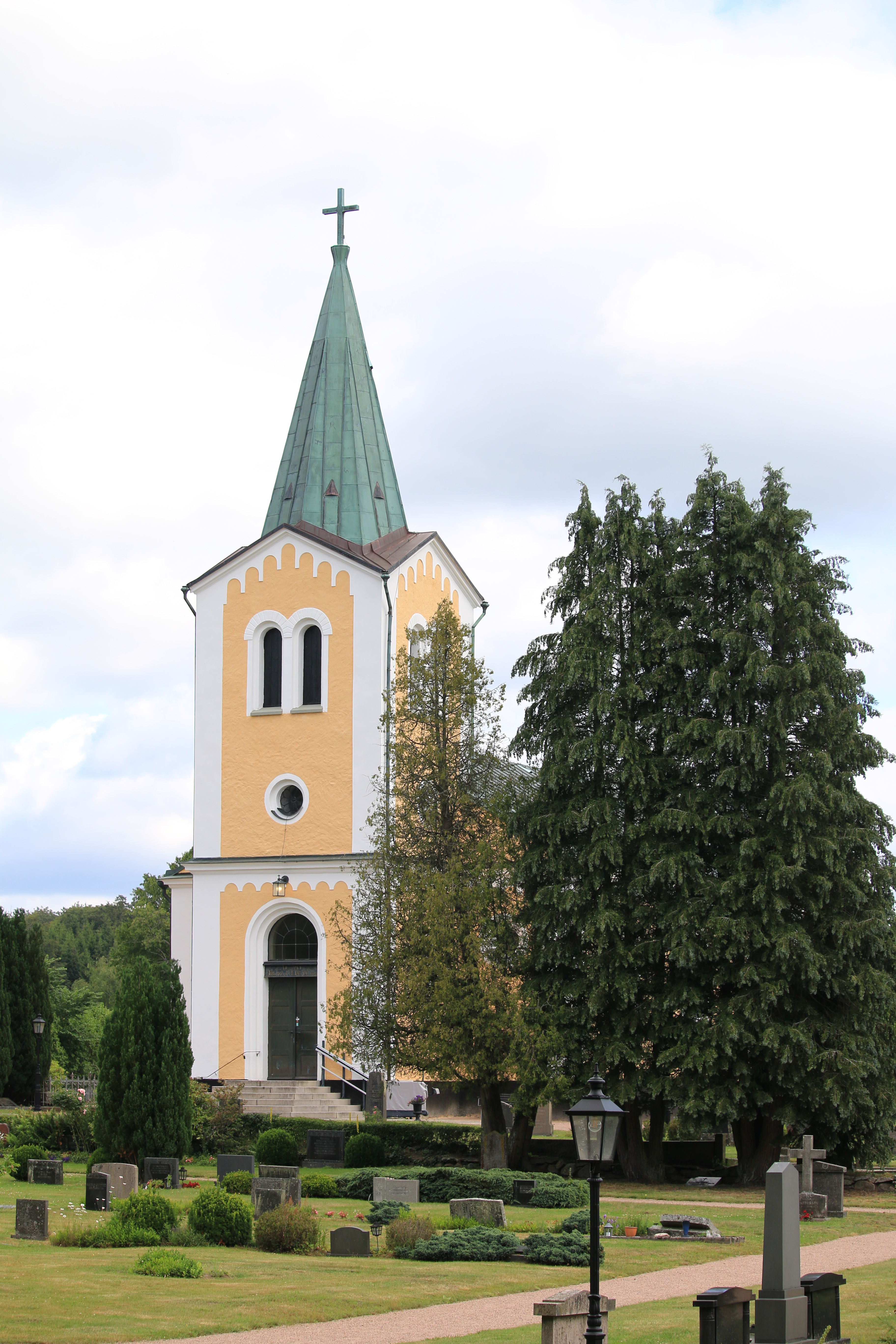
Tjörnarps kyrka